# Kaira hiteae
Kaira hiteae är en spindelart som beskrevs av Levi 1977. Kaira hiteae ingår i släktet Kaira och familjen hjulspindlar. Inga underarter finns listade i Catalogue of Life.